# Светулка
Свету́лка (болг. Светулка) — село в Кирджалійській області Болгарії. Входить до складу общини Ардино.

## Населення
За даними перепису населення 2011 року у селі проживали 168 осіб, з них 164 особи (98,8%) — турки.
Розподіл населення за віком у 2011 році:
Динаміка населення: